# Peinture germanique

Autoportrait aux gants d'Albrecht Dürer (1498).

La peinture allemande ou peinture germanique est toute la production picturale réalisée dans le territoire formé par l'État fédéral allemand ou par des artistes qui y sont nés.
On considère comme origine de la peinture allemande les miniatures réalisées dans un atelier germain de l'époque carolingienne. L'Âge d'or de la peinture allemande se situe au XVIe siècle, avec les œuvres des peintres principaux que sont Albrecht Dürer et Hans Holbein le Jeune, ainsi que celles d'autres maîtres tels que Lucas Cranach l'Ancien et Albrecht Altdorfer. Dans l'époque romantique, les artistes les plus notables sont les nazaréens et les paysagistes tels que Caspar David Friedrich. Au XXe siècle, les artistes allemands sont les fers de lance du mouvement expressionniste, surtout dans sa deuxième génération, et sont à l'origine d'autres mouvements d'avant-garde comme le dadaïsme et le surréalisme.

## Listes
Il ne semble pas exister de traitement constant de la peinture allemande (ou germanique) : on traite historiquement par état (Land), par région, par ville, par école, par genre...
- Art allemand (en)

### Peintres
- Liste de peintres allemands
- Listes d'artistes allemands
- Peintres allemands par siècle
- Enlumineurs allemands
- Miniaturistes allemands
- Peintres paysagistes allemands
- Peintres portraitistes allemands
- Femmes peintres allemandes
- Peintres de marine allemands
- Aquarellistes allemands
- Liste d'artistes sorabes (de)
- Peintres alsaciens :
  - Jean Arp, René Beeh, Jean Benner-Fries, Jean Benner, Jean Brenner, Gustave Brion, Daniel Brustlein
  - Marcelle Cahn, Johan Stephan Decker, Gustave Doré, Martin Drolling
  - Martin von Feuerstein, Charles Goutzwiller
  - Jost Haller, Jean-Jacques Henner, Hans Hirtz, Léon Hornecker, Victor Huen, Caspar Isenmann, Jean-Jacques Karpff, Robert Kuven
  - Master of the Drapery Studies, Master of the Karlsruhe Passion, Frank Mura
  - Hilla von Rebay, Marcel Rieder
  - Jean-Jacques Scherrer, Léo Schnug, Martin Schongauer, Théophile Schuler, Louis-Frédéric Schützenberger, Charles Spindler, Andreas Staub, Louis Charles Auguste Steinheil, Wilhelm Stetter, Gustave Stoskopf, Sebastian Stoskopff
  - Nicholas Wurmser, Henri Zuber

### Œuvres
- Tableaux de peintres allemands

### Institutions
- Écoles d'art en Allemagne
- Prix artistiques en Allemagne

## Individus, écoles, mouvements

### Moyen-Âge
- Renaissance carolingienne, Enluminure carolingienne, Académie palatine
- Renaissance ottonienne, Art ottonien, Enluminure ottonienne, École de Reichenau, Maître du Registrum Gregorii
- Femmes de peinture ou d'enluminure
  - Hildegarde de Bingen (1098-1179)
  - Agnès II de Quedlinbourg (1145-1203)
  - Gisela von Kerssenbrock (1250c-1300c)

### XVesiècle
- Conrad von Soest (1370-1422c)
- Meister des Göttinger Barfüßeraltars (de), actif en 1424
- École de Cologne (peinture) (1350-1550)
- Peintres de la Renaissance (15ème-16ème, >35)
- École d'Ulm

### XVIesiècle
- École du Danube
- Peintres baroques (>60)

### XVIIesiècle
- Natures mortes :
  - Georg Flegel (1566-1638)
  - Jacob Marrel (1614-1681)
  - Johann Adalbert Angermeyer (1674-1740)

### XVIIIesiècle
- Rococo, Rococo frédéricien, Georg Wenzeslaus von Knobelsdorff
- Romantisme (1770-1830) : peintres romantiques
- Sturm und Drang (1767-1785), Sturm und Drang (musique)

### XIXesiècle
- Peintres néoclassiques :
  - Anselm Feuerbach, Leo von Klenze (1784-1864), Anton Raphael Mengs, Gottlieb Schick, Karl Friedrich Schinkel
- Mouvement nazaréen (1809-1840) (>20)
- École de peinture de Düsseldorf (1819-1918)
  - Johann Wilhelm Preyer (1803-1869)
- Biedermeier (1815-1848)
- École de Munich (1850-1914)
- Réalisme : Membres du Cercle de Leibl, Wilhelm Leibl (1844-1900)
- Réalisme : Victor Müller (1830-1871), Wilhelm Trübner (1851-1917), Charles Frederic Ulrich (1858-1908), Adolph von Menzel (1815-1905),  Carl Schuch (1846-1903)
- Peintres orientalistes allemands
- École de Metz (1870-1900)
- Impressionnisme allemand (de) (<50)
  - Stimmungsimpressionismus (de)
- Peintres symbolistes
  - Eugen Bracht, Karl Wilhelm Diefenbach, Ludwig Fahrenkrog, Fidus
  - Ludwig von Hofmann, Max Klinger, Carlos Schwabe, Clara Siewert (de), Franz von Stuck
- Jugendstil (1875-1915) (Art nouveau), Deutscher Werkbund (1907), colonie d'artistes de Mathildenhöhe (1899)
- Sécession de Munich (1892), Phalanx (de) (1901), Nouvelle Sécession de Munich (de) (1913)
- Peintres expressionnistes allemands (<100)
  - Max Beckmann, Hanns Bolz, Franz Bronstert, Erich Buchholz
  - Carl Rabus, Maria Caspar-Filser, Karl Caspar, Lovis Corinth
  - Selma Des Coudres, Otto Dix, Dora Bromberger
  - Curt Echtermeyer
  - Conrad Felixmüller
  - Otto Gleichmann, Paul Gösch, Walter Gramatté, George Grosz
  - Wenzel Hablik, Carl Heidenreich, Rudolf Hess, Carle Hessay, Otto Hettner, Margret Hofheinz-Döring
  - Willy Jaeckel
  - Erich Kahn, Ernst Ludwig Kirchner, César Klein, Käthe Kollwitz, Rudolf Kortokraks
  - Elfriede Lohse-Wächtler
  - August Macke, Franz Marc, Hedwig Marquardt, Else Meidner, Ludwig Meidner, Paula Modersohn-Becker, Alexander Mohr, Wilhelm Morgner, Gabriele Münter
  - Rolf Nesch, Otto Neumann, Emil Nolde, Franz Nölken
  - Otto Lange
  - Doramaria Purschian
  - Christian Rohlfs
  - Karl Schmidt-Rottluff, Georg Schrimpf, Käthe Schuftan, Else Sehrig-Vehling, Hermann Sehrig, Richard Simon (peintre), Hermann Stenner, Curt Stoermer, Fritz Stuckenberg
  - Heinz Tetzner
  - Lette Valeska
  - Georg Philipp Wörlen, Marta Worringer

### PremierXXesiècle
- Peintres allemands du XXe siècle
- Liste des groupes d'artistes des beaux-arts de Dresde (de) (1828-1992)
- Die Brücke (1905)
- Die Zunft (de) (1905, Dresde)
- Plakatstil (en), affichisme allemand (1906)
- Nouvelle Association des artistes munichois (1909), Le Cavalier bleu (1910-1912)
- Sécession de Hanovre (de) (1910c-1930c)
- Bunt (art) (de) (1918-)
- Sécession dresdoise (1919)
- Dresdner Dada-Gruppe (de) (1919-1922)
- Nouvelle Objectivité (1914-1933)
  - Neue Sachlichkeit (Exposition, 1925) (de)
- Sécession de Stuttgart (de) (1923)
- Réalisme magique (1925)
- Réalisme socialiste (1932-1960), Réalisme socialiste soviétique
- Art du 3e Reich
- Art dégénéré (1937)

### SecondXXesiècle
- Der Ruf (Art) (de) (1945, Dresde)
- École de Leipzig (1945-1975)
- Der Rote Reiter (de) (Le Cavalier rouge, 1945, Munich)
- Peintres abstraits allemands
- Karl Godeg
- Quadriga
- Lücke (Groupement) (de) (1971)
- Nouveaux Fauves après 1980
- Bewegung Nurr (de) (1989, Dresde)

### XXIesiècle
- Peintres allemands du XXIe siècle